# 蹦蹦一串心
《蹦蹦一串心》，1981年台灣電影，由陳坤厚執導，侯孝賢編劇，鍾鎮濤和沈雁主演。

## 劇情簡介
私家偵探余士龍(鍾鎮濤)照舊在執行受託跟監綽號-咖哩雞的高立基(高凌風)的外遇對象(熊海靈)風流情事。這天也一樣，有時也會有同行(黃仲崑)來搗亂，而他也清楚，咖哩雞也會一如既往地沒有斬獲；但余士龍遇到了剛上台北來謀職的孟小馨(沈雁)，卻不小心將孟小馨的八哥鳥給弄飛了，孟小馨於是生氣地向余士龍索討了5000元的賠償金，無奈余士龍拿不出錢來，只好分期付款。幾次有意無意的碰面後，余士龍總算還到只剩700元。此時，在餐廳駐唱的孟小馨反而請余士龍幫忙徵信一位神秘聽眾-杜奇(劉延方)，作為抵銷尾款。

來到相約的公園，余士龍發現這位名叫的帥氣男子杜奇不太正派，杜奇為展現他假裝的誠實個性搏取孟小馨的信任，甚至不惜帶孟小馨到賭場來觀光、到療養院服侍，乃至於上賓館裝清高……，余士龍雖然與孟小馨每每見面總要鬥嘴，余士龍倒也因為孟小馨的單純而感到痛惜。對人古道熱腸的余士龍也實在無法放下孟小馨不管，但他能拯救已經被愛情迷暈了的孟小馨嗎？

## 人物角色
| 角色名稱 | 演員   | 備註 |
| -------- | ------ | ---- |
| 余士龍   | 鍾鎮濤 |      |
|          | 沈雁   |      |
|          | 高凌風 |      |
|          | 黃仲崑 |      |
|          | 熊海靈 |      |
|          | 劉延方 |      |
|          | 曹健   |      |
|          | 周迎迪 |      |
|          | 徐佳莉 |      |
|          | 李波   |      |
|          | 李宗盛 |      |

## 主題曲
- 〈一串心〉／作詞：孫儀；作曲：劉家昌；主唱：沈雁

## 外部連結
- 開眼電影網上《蹦蹦一串心》的資料（繁體中文）
- 豆瓣电影上《蹦蹦一串心》的資料 （简体中文）